# 汶水路駅
汶水路駅（ぶんすいろ-えき）は、中華人民共和国上海市静安区汶水路に位置する上海軌道交通1号線の駅。

## 駅構造
- 相対式ホーム2面2線の高架駅。

## 歴史
- 2004年12月28日 - 開業。

## 隣の駅
上海軌道交通
■1号線
上海馬戯城駅 - 汶水路駅 - 彭浦新村駅